# Саркис Овсепян
Саркис Овсепян е бивш арменски футболист, десен защитник. Рекордьор по изигани мачове за националния отбор на Армения със 132 участия. Дългогодишен капитан на националния тим и отбора на Пюник, с който е многократен шампион на Армения. От 2013 г. Овсепян е старши треньор на Пюник.

## Кариера
Започва кариерата си в тима на Малатия през 1990 г. Изиграва 25 мача за отбора от Втора низша лига на СССР. На следващата година преминава в тима на Лори, където бързо се налага и записва 33 двубоя в съветската Втора лига. През 1992 г. преминава в отбора на Пюник и печели първото първенство на Армения. Същата година става футболист на сезона в страната. На 14 октомври 1992 г. дебютира за националния тим на Армения в първия му официален мач. През 1995 г. Пюник отново става шампион, завоюва Купата на Армения, а Овсепян за втори път в кариерата си е избран за футболист на годината. На следващата година отборът дублира титлата си и печели Суперкупата на Армения.
През 1998 г. преминава в руския Зенит. Саркис се утвърждава бързо на десния фланг на отбраната в период, в който петербургският тим постепенно от средняк се превръща в един от водещите тимове в Русия. През 1999 г. печели Купата на Русия, която е първи трофей за Зенит в постсъветската епоха. В състава на питерци Саркис печели бронзовите медали в последното издание на Висшата дивизия през 2001 г. За мнозина именно този тим бележи началото на възхода на Зенит. През 2003 г. отбора поема чешкият специалист Властимил Петържела, който гради селекция около свои сънародници и не разчита на Овсепян. Саркис преминава в Торпедо-Металург и записва 14 мача за тима на „автозаводците“.
През 2004 г. защитникът се завръща в Пюник. Същата година печели дубъл – титлата и купата. Във втория си период в Пюник става шампион на Армения в 7 поредни сезона и печели 3 национални купи. В началото на 2010 г. провежда своя мач номер 500 на професионално ниво, ставайки едва вторият арменец с подобно потижение. Същата година става най-възрастният носител на Купата на Армения, като в деня на финала е на 37 години и 189 дни. Овсепян и капитан и лидер на отбора до 2012 г., когато решава да сложи край на кариерата си като футболист.
От 2013 г. Овсепян е старши треньор на Пюник. В периода 2014 – 2015 е начело на младежкия национален отбор на Армения, а за няколко месеца е временен треньор на мъжкия представителен тим.

## Успехи

### Клубни
- Шампион на Армения – 1992, 1995/96, 1996/97, 2004, 2005, 2006, 2007, 2008, 2009, 2010
- Купа на Армения – 1995/96, 2004, 2009, 2010
- Суперкупа на Армения – 1997, 2004, 2005, 2007, 2008, 2010, 2011
- Купа на Русия – 1999
- Купа на лигата на Русия – 2003

### Индивидуални
- Футболист на годината в Армения – 1992, 1995, 2008
- Рекордьор по мачове за националния тим на Армения – 132
- Рекордьор по мачове в Купата на Армения – 66

### Треньорски
- Купа на Армения – 2014